# Karl Bopp (Theologe)
Karl Bopp SDB (* 29. Januar 1953 in Eichen) ist ein deutscher römisch-katholischer Theologe und Salesianer Don Boscos.

## Leben
Bopp studierte von 1975 bis 1982 römisch-katholische Theologie und Sozialpädagogik an der Philosophisch-Theologischen Hochschule der Salesianer Don Boscos Benediktbeuern – Theologische Fakultät. 1983 wurde Bopp zum katholischen Priester geweiht. Seit 1998 ist Bopp Professor für Pastoraltheologie an der Philosophisch-Theologischen Hochschule der Salesianer Don Boscos in Benediktbeuern. In den Jahren 2000 bis 2005 nahm er die Aufgabe des Rektors der Philosophisch-Theologischen Hochschule Benediktbeuern wahr. Im Wintersemester 2010/2011 vertrat er den Lehrstuhl Praktische Theologie an der Universität Augsburg. Er ist Unterzeichner des Memorandums „Kirche 2011: Ein notwendiger Aufbruch“.

## Werke (Auswahl)
- Kirchenbild und pastorale Praxis bei Don Bosco. Eine pastoralgeschichtliche Studie zum Problem des Theorie-Praxis-Bezugs innerhalb der Praktischen Theologie, (Benediktbeurer Studien, Band 1), München 1992.
- Barmherzigkeit im pastoralen Handeln der Kirche. Eine symbolisch-kritische Handlungstheorie zur Neuorientierung kirchlicher Praxis, (Benediktbeurer Studien, Bd. 7), München 1998.
- Im Glauben mündig und doch der Kirche gehorsam? Don Bosco als Modell eines mündigen Glaubensgehorsams, (= Don Bosco Reihe, Heft 2), Wien 1998
- Katholische Akademie Domschule / Theologie im Fernkurs (Hrsg.): Diakonische Handlungsfelder – Geschichte, Theologie, Aufgabenbereiche (= Lehrbrief 20), Würzburg 2002.
- „Vom schönsten Edelstein ...“ der Pastoral. Theologische Erwägungen zum caritativen Handeln, (gemeinschaftlich mit Martin Lechner), (= Benediktbeurer Hochschulschriften, Band 21), München 2004.
- Die Ankunft der Kirche in der modernen Welt, (hg. mit M. Lechner und F. B. Medel), München 2006.
- Nachhaltigkeit und Pastoral. Entwurf einer ökologischen Pastoral, München 2009.